# Fatima bint Asad
Fatima bint Asad (arabiska: فاطمة بنت أسد) var mor till den fjärde kalifen och förste shiaimamen Ali bin Abi Talib. Fatima var dotter till Asad, som var son till Hashim ibn 'Abd Manaf. Hennes make var Abu Talib ibn 'Abd al-Muttalib. Efter Khadidja var hon den första kvinnan som accepterade islam.
Det har rapporterats att när Fatima var gravid och var nära på att föda sin son Ali begav hon sig till Heliga moskén i Mecka. När hon kom dit öppnades mirakulöst en av Kabas väggar. Efter att hon gått in stängdes väggen. Hon stannade sedan kvar i Kaba i tre dagar. Efter dessa tre dagar fick hon sin nyfödda son fredagen den 13 rajab år 600 e.Kr.
Hennes grav ligger i begravningsplatsen Al-Baqi' i Medina.

## Bildgalleri

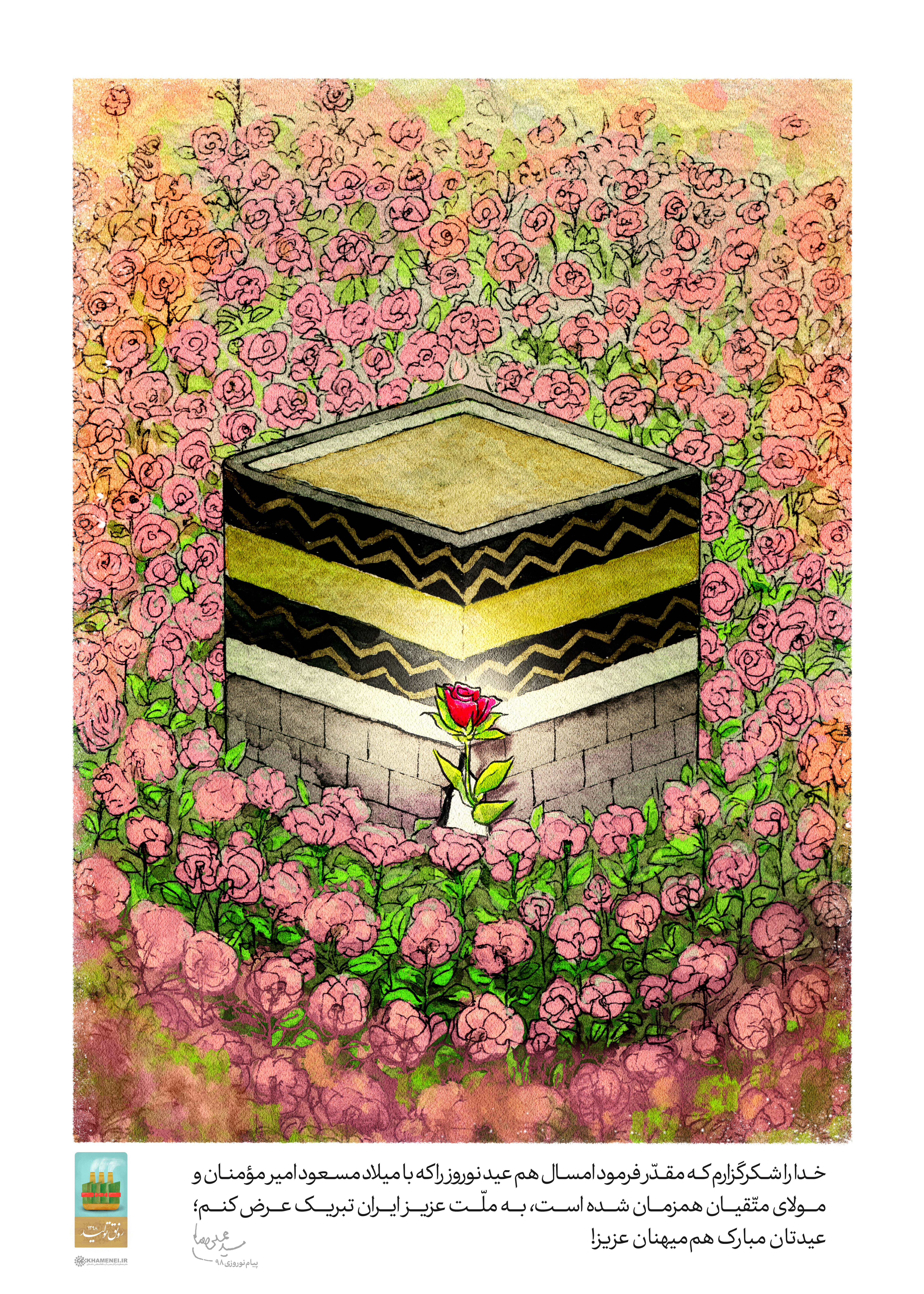
En konstbild på Kaba med en röd ros vid det hörn på Kaba som sägs ha öppnats för Fatima bint Asad. Bilden publicerades i samband med Nouruz och Ali ibn Abi Talibs födelsedag.
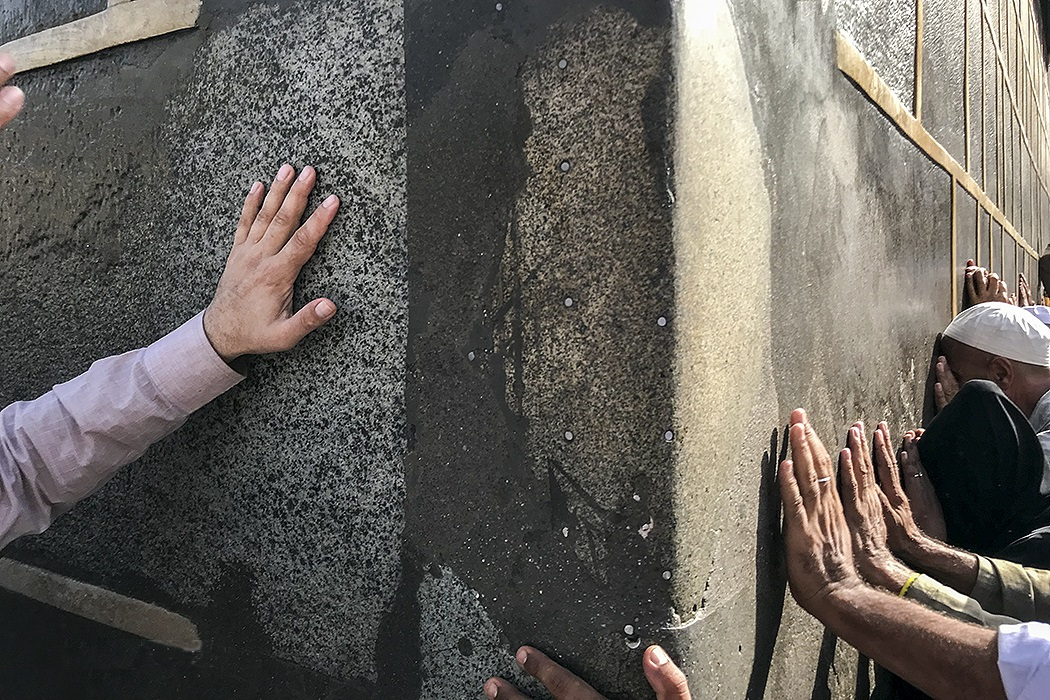
Det finns en spricka i ett hörn på Kaba, hörnet kallas för Rukn al-Yamani. Det sägs att hur ofta man än försöker täppa sprickan så återvänder den.